# Nikołaj Bogdanow (1908–1954)
Nikołaj Filippowicz Bogdanow (ur. 1908 w Smoleńsku, zm. 1954 tamże) – funkcjonariusz NKWD, jeden z wykonawców zbrodni katyńskiej.
Miał wykształcenie niepełne średnie, od 1930 służył w Armii Czerwonej, 1938 przyjęty do WKP(b). W 1940 brał udział w mordowaniu polskich jeńców z obozu w Kozielsku, za co 26 października 1940 został nagrodzony przez ludowego komisarza spraw wewnętrznych ZSRR Ławrientija Berię. W 1949 był kierowcą garażu Zarządu MGB ZSRR obwodu smoleńskiego w stopniu młodszego lejtnanta. Odznaczony Orderem Czerwonej Gwiazdy (25 lipca 1949) i czterema medalami.